# Vaux-lès-Palameix
Vaux-lès-Palameix – miejscowość i gmina we Francji, w regionie Grand Est, w departamencie Moza.
Według danych na rok 1990 gminę zamieszkiwały 43 osoby, a gęstość zaludnienia wynosiła 4 osób/km² (wśród 2335 gmin Lotaryngii Vaux-lès-Palameix plasuje się na 1002. miejscu pod względem liczby ludności, natomiast pod względem powierzchni na miejscu 553.).